# Alaena mulsa
Alaena mulsa är en fjärilsart som beskrevs av Otto Thieme 1904. Alaena mulsa ingår i släktet Alaena och familjen juvelvingar. Inga underarter finns listade i Catalogue of Life.